# Barco ebrio
No confundir con el poema homónimo de Arthur Rimbaud
Barco ebrio es el nombre de una colección de poemas de Salvador Reyes de 50 páginas, publicada originalmente en 1923 en Santiago, Chile, por la editorial Nascimiento. Es la primera obra de Reyes que viera la luz pública.

## Contenido
El libro presenta una serie de poemas de motivos marineros, con los siguientes títulos:
- Espejo
- Evocación
- Puerto
- Taberna
- Viaje
- Barco
- Sombra
- Partida
- Mía
- Tea Room
- Holocausto
- Ruta
- Soledad
- Saudade
- Pasado
- Intensidad
- Anhelo
- Música
- Cantar de los cantares
- Peregrinario
- Ciudad de oro
- Film
- El oso
- Nocturno
- Otoño
- Cabaret[1]

## Su efecto
Barco ebrio, al tratar sobre temas marineros y usar un estilo informal, no pasó inadvertido para el mundo literario de su época, que mantenía una temática más seria y criolla. García Oldini, por ejemplo, opinó que este fue uno de los libros que renovó la poesía chilena:

Ha sido el primero en afirmar que la poesía es música, y como tal no se piensa, sino que se siente... más allá de la conciencia en donde principia el hombre
García Oldini, revista Claridad Nº 92, 9 de junio de 1923.

La aparición de temas, ambientes, personajes y hechos irreales, más informales, fue un vuelco en la historia literaria del país, hasta ahora dominada por el criollismo literario. Así, Barco ebrio influyó en que otros escritores surgieran fuera de los esquemas de dicho movimiento literario. Por esta razón se le considera una de las obras que dio inicio al imaginismo chileno.